# Núi lửa Whakaari phun trào 2019
Núi lửa Whakaari trên Đảo Trắng trong Vịnh Plenty cách bờ biển đảo Bắc khoảng 50 km về phía Đông thuộc New Zealand đã bất ngờ  phun trào vào ngày 9 tháng 12 năm 2019 lúc 2:11 chiều theo giờ New Zealand. 22 người đã thiệt mạng trong vụ phun trào. Cảnh sát New Zealand tuyên bố, họ tin rằng không còn ai sống sót trên đảo,  2 người mất tích được cho là đã chết, 27 người bị thương.

## Bối cảnh
Núi lửa Whakaari là một núi lửa dạng tầng andesit còn hoạt động. Núi lửa đã phun trào nhiều lần trong lịch sử gần đây: một số vụ phun trào lớn xảy ra vào những năm 1980; năm 2000, một vụ phun trào hình thành một miệng núi lửa mới; và những vụ phun trào nhỏ xảy ra vào năm 2012, 2013, và 2016.
Núi lửa đã trải qua tình trạng bất ổn vài tuần trước khi phun trào. Vào tháng 10 năm 2019, mức độ rung chuyển của núi lửa và khí lưu huỳnh dioxide đã ở mức cao nhất kể từ năm 2016, cho thấy một vụ phun trào có nhiều khả năng xảy ra.

## Diễn biến
Núi lửa phun trào vào ngày 9 tháng 12 năm 2019 lúc 2:11 chiều New Zealand (01:11 UTC). Khối tro bụi từ vụ phun trào được tường thuật đạt tới 12.000 foot (3,66 km)  trong bầu khí quyển.
Người ta tin rằng có khoảng 100 khách du lịch trên hoặc gần hòn đảo khi vụ phun trào diễn ra. Sau đó, con số này đã được sửa đổi thành ít hơn 50 người trên đảo khi vụ phun trào xảy ra, bao gồm 24 công dân Úc. Một số người trên đảo vào thời điểm xảy ra vụ phun trào là hành khách trên tàu du lịch Ovation of the Seas, đã cập bến tại Tauranga sáng hôm đó.

## Hậu quả
Một cuộc họp báo được tổ chức vào lúc 6:35 tối ngày 9 tháng 12 cho biết rằng có một trường hợp tử vong, nhiều khả năng là  nhiều người chết vì một số người mất tích, trong khi nhiều người bị thương, bảy người nguy kịch. Họ cho biết, vẫn còn quá nguy hiểm cho các dịch vụ cứu cấp  lên đảo để giải cứu người dân vì nó bị bao phủ trong tro và vật liệu núi lửa.
Sau đó, người ta tuyên bố rằng 47 người đã ở trên đảo vào thời điểm xảy ra vụ phun trào: 18 người thiệt mạng, 27 người bị thương và được giải cứu, trong khi 2 người bị mất tích và được cho là đã chết. 47 người đó được nhận diện là 24 công dân Úc, 2 Trung Quốc, 5 New Zealand, 2 Vương quốc Anh, 4 Đức, 9 Hoa Kỳ, 1 Malaysia. Một trong những trường hợp tử vong được tường thuật là của một thanh niên địa phương làm hướng dẫn viên du lịch cho White Island Tours.
Đã có ba lần phun trào tiếp theo kể từ vụ phun trào lớn vào ngày 9 tháng 12.